# Чхве Чін Хьок
Чхве Чін Хьок (кор. 최진혁, 金太昊, нар. 9 лютого 1986, Мокпхо, Південна Чолла, Південна Корея) — південнокорейський актор і співак. Найбільш відомий своїми ролями у популярних серіалах, як «Міс Панда і містер Їжачок», «Книга сім'ї Гу» і «Спадкоємці».

## Біографія
Кім Тхе Хо народився 9 лютого 1986 року у південнокорейському місті Мокпхо що знаходиться на півдні Республіки Корея у провінції Чолла-Намдо. Свою акторську кар'єру він розпочав у 2006 році під власним ім'ям, вигравши головний приз на реаліті-шоу талантів Survival Star Audition, але після ролі у серіалі «Паста» взяв сценічне ім'я Чхве Чін Хьок. Першою роллю під сценічним ім'ям для актора стала роль у сімейній драмі «Все окей, донечко», в якій він зіграв свою першу головну роль. Він також знявся в романтичних комедіях «Хочу романтики» і «Міс Панда і містер Їжачок». Його популярність різко піднялася в 2013 році після того, як він знявся в історичній дорамі «Книга сім'ї Гу». Незабаром Чхве затвердили на другорядні ролі в двох гучних проектах: драмі відомого сценариста Кім Ін Сук «Спадкоємці» і екшн-фільм «Божественний хід».
У 2017 році Чін Хьок зіграв головну роль у кримінальному трилері «Тунель». У наступному році актор отримав головні ролі у серіалах «Диявольський шарм» та «Остання імператриця», роль в останньому принесла йому нагороду за високу майстерність щорічної премії SBS драма.

## Особисте життя
З 31 березня 2015 року актор проходив обов'язкову для чоловіків службу у збройних силах Південної Кореї, але через 7 місяців був достроково демобілізований через отриману на службі травму.

## Творчий доробок

### Телевізійні серіали
| Рік       | Назва                                           | Роль                            | Мережа      |
| --------- | ----------------------------------------------- | ------------------------------- | ----------- |
| 2006      | «Нонстоп» (6 сезон)                             | Старшокласник (епізодична роль) | MBC         |
| 2006–2007 | «Просто біжи!»                                  | Лі Хьокджін                     | KBS2        |
| 2007      | «Сусідство для молодих людей»                   | Кім Бьонйон                     | KBS2        |
| 2007–2008 | «Белле»                                         | О Чехьок                        | KBS1        |
| 2008      | «Дев'ятихвоста лисиця» (Легенди рідного міста)  | Хьомун                          | KBS2        |
| 2008–2009 | «Мій дорогоцінний ти»                           | Ха Дону                         | KBS2        |
| 2009      | «Ходімо зі мною у пекло»(Легенди рідного міста) | Лі Ран                          | KBS2        |
| 2010      | «Паста»                                         | Сонву Док                       | MBC         |
| 2010–2011 | «Всі окей, донечко»                             | Чхве Хьоккі                     | SBS         |
| 2011      | «Мені потрібна романтика»                       | Пе Сонхьон                      | tvN         |
| 2011-2012 | «Моя донька квітка»                             | Ку Санхьок                      | SBS         |
| 2012      | «Міс Панда і містер Їжачок»                     | Цой Вон'іль                     | Channel A   |
| 2013      | «Книга сім'ї Ку»                                | Ку Вольрьон                     | MBC         |
| 2013      | «Спадкоємці»                                    | Кім Вон                         | SBS         |
| 2014      | «Аварійна пара»                                 | О Чханмін                       | tvN         |
| 2014      | «Слідчій відділ «Дідусі краще квітів»»          | молодий Лі Чунхьок (камео)      | tvN         |
| 2014      | «Приречений любити тебе»                        | Деніель Піт                     | MBC         |
| 2014–2015 | «Гордість і упередження»                        | Ку Дончі                        | MBC         |
| 2017      | «Тунель»                                        | Пак Кванхо                      | OCN         |
| 2018      | «Диявольський шарм»                             | Кон Масон                       | MBN, Dramax |
| 2018–2019 | «Остання імператриця»                           | На Вансік / Чхон Вубін          | SBS         |
| 2019      | «Юстиція»                                       | Лі Те Кьон                      | KBS2        |

### Фільми
| Рік  | Назва                                   | Роль      |
| ---- | --------------------------------------- | --------- |
| 2012 | «Клініка музичного слуху»               | Пак Мінсу |
| 2013 | «Початок мрії» (короткометражний фільм) | Кім Чунсу |
| 2014 | «Божественний хід»                      | Сонсу     |
| 2015 | «Вампірша Коїсурі» (японський фільм)    | Майк      |

### Кліпи
- Tae One — «Sad Song» (2013)
- TGUS — «Even If I Choke Up» (2012)

### Шоу
- ТВ шоу: Happy Together / Щасливі разом (KBS2, 2014 року, еп. 363)
- Running Man / Людина, що біжить (SBS 2010, еп. 166)
- Survival Star Audition (KBS2, 2006)

### Фотосесії
- Choi Jin Hyuk для IZE Magazine December 2013
- Choi Jin Hyuk і ін. Для Cosmopolitan Korea September 2013
- Choi Jin Hyuk для Elle Korea August 2013
- Choi Jin Hyuk для Marie Claire Weddings September 2013
- Choi Jin Hyuk для ARENA HOMME PLUS July 2013 Extra
- Choi Jin Hyuk для High Cut Vol. 103
- Choi Jin Hyuk для Cremieux F / W 2013 Ads
- Choi Jin Hyuk для ARENA HOMME PLUS July 2013

## Нагороди
| Рік  | Нагорода                          | Категорія                                                                          | Робота                   | Результат | Прим.  |
| ---- | --------------------------------- | ---------------------------------------------------------------------------------- | ------------------------ | --------- | ------ |
| 2006 | KBS Survival Star Audition        | Головний приз (Daesang)                                                            | Н/Д                      | Перемога  |        |
| 2013 | 6-та Премія Ікона стилю           | Кращий K-Style                                                                     | Н/Д                      | Перемога  | [ 5 ]  |
| 2013 | 2-га Премія «Зірок МААТР»         | Кращий новий актор                                                                 | «Книга сім'ї Ку»         | Перемога  | [ 6 ]  |
| 2013 | Премія MBC драма                  | Кращий новий актор                                                                 | «Книга сім'ї Ку»         | Номінація |        |
| 2013 | Премія SBS драма                  | Нова зірка                                                                         | «Спадкоємці»             | Перемога  | [ 7 ]  |
| 2014 | 50-та Премія мистецтв Пексан      | Кращий новий актор телебачення                                                     | «Книга сім'ї Ку»         | Номінація |        |
| 2014 | 3-я Телепремія Азійська веселка   | Видатний актор другого плану                                                       | «Книга сім'ї Ку»         | Перемога  | [ 8 ]  |
| 2014 | 7-ма Премія корейської драми      | Нагорода за майстерність (актор)                                                   | «Спадкоємці»             | Номінація |        |
| 2014 | 7-ма Премія Ікона стилю           | Топ-10 Ікон стилю                                                                  | Н/Д                      | Номінація |        |
| 2014 | 51-ша Премія Великий дзвін        | Кращий новий актор                                                                 | «Божественний хід»       | Номінація |        |
| 2014 | 35-та Кінопремія Блакитний дракон | Кращий новий актор                                                                 | «Божественний хід»       | Номінація |        |
| 2014 | Премія MBC драма                  | Нагорода за майстерність (актор спеціальної драми)                                 | «Гордість і упередження» | Перемога  | [ 9 ]  |
| 2018 | Премія SBS драма                  | Нагорода за високу майстерність (актор серіалу що транслювався у середу та четвер) | «Остання імператриця»    | Перемога  | [ 10 ] |